# 러시아워 (보드 게임)
러시아워(Rush Hour : Traffic Jam Game)는 씽크펀에서 만든 보드게임이다. 이 게임은 출근길이 늦기 전에 빨간 자동차를 탈출하는 보드 게임이다. '러시아워 1탄'과 '러시아워 주니어'는 40개의 레벨카드로 나뉘고, '러시아워 2~4탄'도 40개의 레벨카드로 나뉘지만, 그랜드 마스터에 도전 가능하다. '러시아워 주니어'는 어린이를 위한 보드게임이자 아이스크림이 녹기 전에 아이스크림 봉고차를 탈출하는 보드게임이고, '러시아워 사파리'는 40개의 레벨카드로 나뉘지만, 동물들과 사파리 지프를 탈출하는 것이다. '러시아워 레일로드'는 기차를 탈출 하는 게임이며, 한국에는 발매되어 있지 않았다. '러시아워 : 디럭스 에디션'은 '러시아워'와 달리 60개의 레벨카드로 나뉜다. 그리고 '러시아워 컬렉터 에디션'은 155개의 레벨카드가 포함되어 있다.